# Soutiers
Soutiers foi uma comuna francesa na região administrativa da Nova Aquitânia, no departamento de Deux-Sèvres. Estendia-se por uma área de 5,43 km². Em 2010 a comuna tinha 265 habitantes (densidade: 48,8 hab./km²).
Em 1 de janeiro de 2019, passou a formar parte da nova comuna de Saint-Pardoux-Soutiers.